# Zeuxippe (Tochter des Lamedon)
Zeuxippe (altgriechisch Ζευξίππη Zeuxíppē) ist in der griechischen Mythologie die Tochter des sikyonischen Königs Lamedon und der Pheno. 
Sie wird dem Athener und späteren Nachfolger Lamedons Sikyon zur Gattin gegeben und bekommt von diesem die Tochter Chthonophyle.